# エル・プログレソ県
エル・プログレソ県（エル・プログレソけん、スペイン語: Departamento de El Progreso）は、グアテマラの県。県都はグアスタトヤ、最大都市はサナラーテである。
人口がもっとも少ない県で、99%がスペイン語のネイティブである。グアテマラシティの東、バハ・ベラパス県の南、サカパ県の西、ハラパ県の北にあたる。東部ほど気温が高く、サボテンが点在する砂漠のような光景が広がる。都市や村々の多くは、サカパ県境をイサバル県に向かい流れるモタグァ川河畔に位置する。モタグァ川は雨季になるとよく氾濫する。

## 隣接する県
- アルタ・ベラパス県
- サカパ県
- ハラパ県
- グアテマラ県
- バハ・ベラパス県

## 下位行政区
下記の8市からなる。
1. エル・ヒカーロ市 (El Jícaro)
2. グアスタトヤ市 (Guastatoya)
3. モラサン市 (Morazán)
4. サン・アグスティン・アカサグアストラン市 (San Agustín Acasaguastlán)
5. サン・アントニオ・ラ・パス市 (San Antonio La Paz)
6. サン・クリストバル・アカサグアストラン市 (San Cristóbal Acasaguastlán)
7. サナラーテ市 (Sanarate)
8. サンサーレ市 (Sansare)